# Hilberts tredje problem
Hilberts tredje problem är ett av David Hilbert 23 matematiska problem. Problemet presenterades år 1900 relaterat till följande fråga:
Kan två tetraedrar bevisas ha lika stor volym med vissa antaganden?
Det har med hjälp av Dehninvarianter bevisats vara omöjligt.
Svaret för den analoga frågan om två polygoner i två dimensioner är "ja", se Wallace–Bolyai–Gerwiens sats.